# Mikhaïl Krug

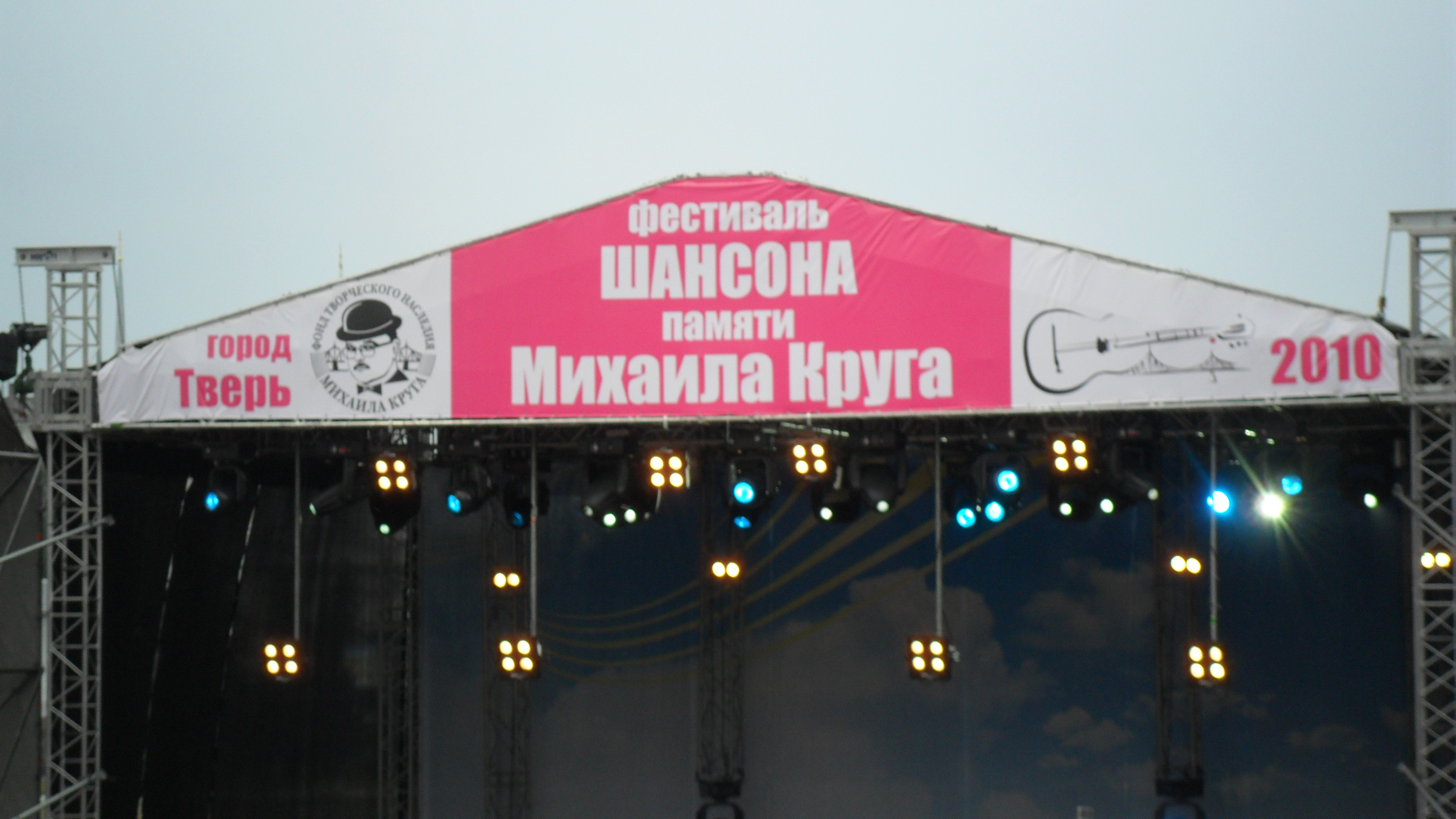
Imatge del Festival en memòria de Mikhaïl Krug.

Mikhaïl Vladímirovitx Krug (en rus: Михаи́л Влади́мирович Круг), pseudònim de Mikhaïl Vladímirovitx Vorobiov, va ser una compositor i cantant rus, un dels representants més populars de la chanson russa, un gènere popularitzat el segle XX i que inclou temàtiques criminals (Blatnaia pésnia) i romàntiques.
Va néixer a Morozovskiy Gorodok, un suburbi de la ciutat de Tver. El 1987 Krug va guanyar un concurs de cançons, fet que el va abocar a la composició musical. El 1994 ja havia enregistrat tres àlbums, que no van ser publicats oficialment, però que es van distribuir en cintes informals. El seu primer disc oficial va ser Jigan-limon (Жиган-лимон), on hi havia un dels seus majors èxits, "Kolik" (Коль́ик). Una part significativa de les cançons de Mikhaïl Krug invoquen el "codi secret" de les presons russes, i el simbolisme dels tatuatges dels presoners. Descriuen el buit emocional i la desesperació dels presoners que estan separats de les seves famílies i éssers estimats. També va escriure moltes cançons romàntiques, així com sobre la seva ciutat natal Tver. A Krug li agradava associar-se amb elements criminals de les màfies, que inspiraven la seva música. La seva cançó més popular va ser Vladimir tsentral (Владимирский централ), que estava dedicada al cap mafiós de Tver, Sasha Sever, que havia complert condemna a la presó que dona nom a la cançó.
La nit del 30 de juny de 2002, Mikhaïl Krug va ser ferit fatalment a la seva casa de Tver per intrusos que hi volien robar, i va morir en un hospital unes hores més tard. El 2012, les proves genètiques van revelar que l'assassí de Krug era Dmitry Veselov, relacionat amb la banda dels llops de Tver. Veselov fou assassinat l'any 2003 per Aleksandr Osipov, com a venjança per la mort de Krug.